# Norwegische Schnabelmuschel

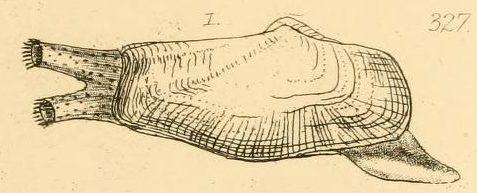
Zeichnung des lebenden Tieres (nach Maria Emma Gray, 1857, Taf.327)

Die Norwegische Schnabelmuschel (Lyonsia norwegica) ist eine Muschelart aus der Familie der Lyonsiidae, die zur Großgruppe der Anomalodesmata gehört.

## Merkmale
Das leicht ungleichklappige Gehäuse wird bis zu 44 mm lang. Die linke Klappe ist etwas stärker gewölbt und auch größer als die rechte Klappe. Es ist leicht ungleichseitig, die Wirbel sitzen vor der Mittellinie. Im Umriss ist das Gehäuse eiförmig, das Hinterende ist abgestutzt.  Es klafft am abgestutzten Hinterende sowie auch etwas am Vorderende. Der hintere Dorsalrand ist gerade, das hintere Ende (bzw. der Übergang zum Hinterrand) ist gewinkelt. Der vordere Dorsalrand ist ebenfalls gerade bis nur sehr leicht gewölbt und fällt etwas steiler ab als der hintere Dorsalrand. Das Vorderende ist gut gerundet. Die vordere Hälfte des Ventralrandes ist gerade, die zweite Hälfte schwach gerundet. Eine Schlossplatte und Zähne fehlen. Das dünne, hellbraune Ligament liegt intern unter und hinter dem Wirbel, und liegt auf einem länglichen, schmalen Rücken, der  mit einem Winkel von etwa 30° vom hinteren Dorsalrand zum Hinterende zeigt. In der linken Klappe zeigt ein Lithodesma nach hinten. Es ist eine sehr tiefe Mantelbucht vorhanden, die noch vor die Wirbel reicht. Die zwei Schließmuskel sind klein und etwa gleich groß.
Die weißliche, aragonitische Schale ist dünn, fragil und durchscheinend. Sie besteht aus einer inneren Lage von schichtigem Perlmutt, einer mittleren Lage aus lentikularem Perlmutt und einer äußeren prismatischen Lage. Die Ornamentierung besteht aus randparallelen Anwachsstreifen und radialen Linien. Der innere Gehäuserand ist glatt. Das Periostracum ist beige bis blassbraun. Es ist oft mit Sandkörnern und Seeigelstacheln etc. beklebt. Die innere Oberfläche glänzt perlmuttrig.
Der Weichkörper ist weißlich mit gelblicher Tönung. Der vordere Teil des Mantels besitzt einen Pony von wenigen vorspringenden Fransen. Die Siphonen sind kurz und besitzen einen Fransenkranz um die Öffnungen und einige Filamente um die Basis. Der weißliche Fuß ist zungenförmig und ausstreckbar. Er besitzt eine Grube für die Produktion des Byssus. 

## Geographische Verbreitung und Lebensraum
Das Verbreitungsgebiet erstreckt sich von Island, die Färöer und Norwegen bis zur Iberischen Halbinsel und Marokko. Sie kommt auch in den Gewässern um Madeira und den Kanarischen Inseln vor, ebenso im Mittelmeer. Sie lebt in sandigen und siltig-sandigen Böden halb eingegraben in Wassertiefen von etwa 8 bis 125 Metern.

## Taxonomie
Das Taxon wurde 1791 von Johann Friedrich Gmelin in der ursprünglichen Kombination Mya norwegica beschrieben. In älteren Publikation ist sie häufig als Lyonsia norvergica falsch geschrieben worden. Sie ist de facto Typusart der Gattung Lyonsia Turton, 1822, da die formale Typusart, Mya striata Montagu, 1816 ein jüngeres, subjektives Synonym von Mya norwegica Gmelin, 1791 ist.

## Belege

### Online
- Marine Bivalve Shells of the British Isles: Lyonsia norwegica (Gmelin, 1791) (Website des National Museum Wales, Department of Natural Sciences, Cardiff)
- Marine Species Identification Portal M.J. de Kluijver, S.S. Ingalsuo & R.H. de Bruyne: Mollusca of the North Sea: Lyonsia norwegica (Gmelin, 1791)